# Je revenais de Berlin

La chanson Je revenais de Berlin (en russe Ехал я из Берлина) est une chanson soviétique, caractéristique de la Seconde Guerre mondiale, composée en 1945 par Isaac Dounaïevski et avec des paroles du poète Lev Ochanine. Très populaire en URSS puis en Russie[réf. nécessaire], elle est au programme de nombreux chanteurs, notamment les Chœurs de l'Armée rouge.

## Histoire de la chanson
Les paroles de la chanson ont été inspirées au poète Lev Ochanine lorsqu'il entendit à la radio que les troupes soviétiques étaient proches de Berlin. Empli de joie à l'idée de la victoire, l’image du soldat soviétique, si jeune, qui venait de sauver sa patrie s'est imposée à son esprit. En plus de cette vision, le texte de la chanson lui est aussitôt venu. Les paroles poursuivirent longtemps le poète, mais ce dernier ne pouvait écrire de chanson tant que la guerre n'était pas gagnée.
Enfin, la victoire vint, et Lev Ochanine contacta aussitôt le compositeur Isaac Dounaïevski, qui, dès qu'il eut le texte en main, s'assit à son piano et en composa la mélodie. Le refrain manquait cependant, et Lev Ochanine dut l'écrire dans la foulée. La chanson était née. C'était d'ailleurs la première collaboration de ces deux artistes. Cette chanson devint un des premiers chants de la victoire.